# Simat de Valldigna
Simat de Valldigna (en valenciano y oficialmente Simat de la Valldigna) es un municipio de la Comunidad Valenciana, España. Pertenece a la comarca de Safor, en la provincia de Valencia. Su población es de 3289 habitantes (INE 2024).

## Geografía
Simat de Valldigna es uno de los cuatro pueblos que integran la Valldigna, la cual constituye una subcomarca natural de Safor. Se encuentra a 55 km de Valencia y, además equidistante a 20 km de las localidades costeras de Gandía y Cullera así como también de Játiva y Alcira.
La Valldigna constituye una subcomarca natural rodeada por las montañas de la sierra de Corbera o de las Agujas, al norte, la del Mondúver, al sur, y el monte Toro, al oeste -a cuyo pie se encuentra la población de Simat de Valldigna- y abierta hacia el este, desde donde se extiende hasta el mar.
Localidades limítrofes
|                             | Norte: Benifairó de la Valldigna |                      |
| Oeste: Carcagente, Barcheta |                                  | Este: Jaraco, Jeresa |
|                             | Sur: Bárig, Cuatretonda, Pinet   |                      |

### Clima
Simat de Valldigna se beneficia de un clima privilegiado. Como está situado en medio de un valle y protegido por las montañas, cuenta con un clima templado de veranos cálidos e inviernos suaves. No obstante, goza, igual que la comarca de la Safor en general y parte de la Marina Alta, de unos índices pluviométricos de los más altos de la Comunidad Valenciana.

## Historia
Desde hace miles de años los territorios de Simat de Valldigna están habitados, como lo demuestran las cuevas de Bolomor en Tabernes de Valldigna, de Medalletes y del Parpalló en Bárig. Aunque posiblemente existieran poblamientos en la época romana, es durante la dominación musulmana cuando Simat adquiere relevancia.
La historia del municipio está íntimamente relacionada con el del conjunto de la Valldigna, y con el hecho clave a la historia del Reino de Valencia que fue el Real Monasterio de Santa María de la Valldigna. La Valldigna, antes denominada el "Valle de Alfándech o Marinyén", fue habitada durante la Alta Edad Media, por musulmanes, y fue conquistada en los años 1242-43, por el rey Jaime I de Aragón. Su nieto, Jaime II de Aragón, con ocasión de una expedición por el reino moro de Murcia y Almería a finales del siglo XII, al pasar por el valle de Alfándech o Marinyén y, sorprendido por su belleza se giró hacia el abad de Santes Creus, que viajaba con él, y le dijo: "Vall digna per un monestir de la vostra religió!" Este respondió: "Vall digna". Desde entonces el valle se denomina Valldigna. El valle fue donado a la orden Cister el 15 de marzo de 1297 para que fundase un monasterio en honor a Santa María.
Inicialmente en la Valldigna convivían cristianos y musulmanes, que trabajaban las tierras cedidas en usufructo por el abad del monasterio, aunque en general las condiciones eran más duras para los moriscos, por dejarlos continuar en su religión. Los moriscos de la Valldigna se reunían para practicar su religión en la mezquita de la Jara, que era también un lugar de enseñanza, de formalización de contratos y a menudo, la sede de justicia de los cadís. Esta convivencia finalizó el año 1609, con la expulsión de los moriscos. La vida en la Valldigna continúa con la evolución de la sociedad feudal valenciana, bajo el dominio del señor del monasterio, hasta que a mediados el siglo XIX, el año 1835, se produjo la desamortización del monasterio, con la cual finalizó el señorío del abad sobre las tierras del valle, y empezó el expolio y la ruina del monasterio el cual permaneció en manos de particulares hasta el año 1991, cuando lo adquirió la Generalidad Valenciana.

## Demografía
Simat de Valldigna cuenta con una población de 3289 habitantes (INE 2024).
| Gráfica de evolución demográfica de Simat de la Valldigna entre 1842 y 2021                                         |
| |
| Población de derecho según los censos de población del INE Población de hecho según los censos de población del INE |

## Organización territorial
En el término municipal de Simat de Valldigna se encuentran también ubicados los núcleos de población llamados Pla de Corrals y Les Foies.

## Economía
La Valldigna, donde se encuentra Simat, es un valle abierto hacia el mar, donde destacan los extensos campos de naranjos, pues el sustento principal de los simateros es el cultivo de la naranja. La industria es más bien escasa. A partir de los años noventa se produce un incremento notable del sector de la construcción.
El sector agrícola es, pues, el predominante, concretamente el cultivo, recolección, manipulación y comercialización de la naranja. El pueblo cuenta con un almacén privado, que da trabajo a una pequeña parte de sus habitantes.
Durante estos últimos años los diferentes gobiernos han intentado potenciar el Monasterio como referente turístico del pueblo, pero el gasto por visitante aún no es demasiado importante.

## Comunicaciones
Desde Valencia se accede a través de la V-31, tomando luego la CV-42 y posteriormente la CV-50 para finalizar accediendo por la CV-600.

## Administración y política
| Periodo   | Nombre                                                                                         | Partido           |
| --------- | ---------------------------------------------------------------------------------------------- | ----------------- |
| 1979-1983 | Marcel·lí Almiñana Solanes                                                                     | PSPV-PSOE         |
| 1983-1987 | Marcel·lí Almiñana Solanes                                                                     | PSPV-PSOE         |
| 1987-1991 | Marcel·lí Almiñana Solanes                                                                     | PSPV-PSOE         |
| 1991-1995 | Vicent Palomares Andrés                                                                        | PSPV-PSOE         |
| 1995-1999 | Vicent Palomares Andrés                                                                        | PSPV-PSOE         |
| 1999-2003 | Vicent Palomares Andrés                                                                        | PSPV-PSOE         |
| 2003-2007 | Vicent Palomares Andrés                                                                        | PSPV-PSOE         |
| 2007-2011 | Sebastián Mahiques Morant (2007-2008) Eladi Mainar Cabanes (2008-2010) Agustina Brines Sirerol | PP PSPV-PSOE BLOC |
| 2011-2015 | Sebastián Mahiques Morant                                                                      | PP                |
| 2015-2019 | Víctor Mansanet Boïgues                                                                        | EUPV              |
| 2019-2023 | Víctor Mansanet Boïgues                                                                        | EUPV              |
| 2023-act. | Sebastián Mahiques Morant                                                                      | PP                |

En agosto de 2008 PSPV, BLOC y ERPV presentaron una moción de censura contra Sebastià Mahiques (PP). Según el acuerdo entre estos partidos (Pacte de Progrés per Simat) Eladi Mainar, del PSPV ocupó la alcaldía hasta abril de 2010 y Agustina Brines, del BLOC a partir de esa fecha y hasta el final de la legislatura.

## Patrimonio

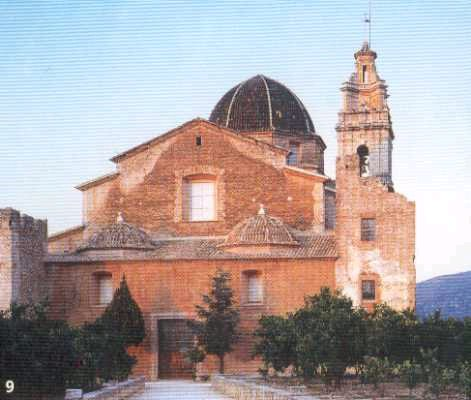
Monasterio de Santa María de Valldigna

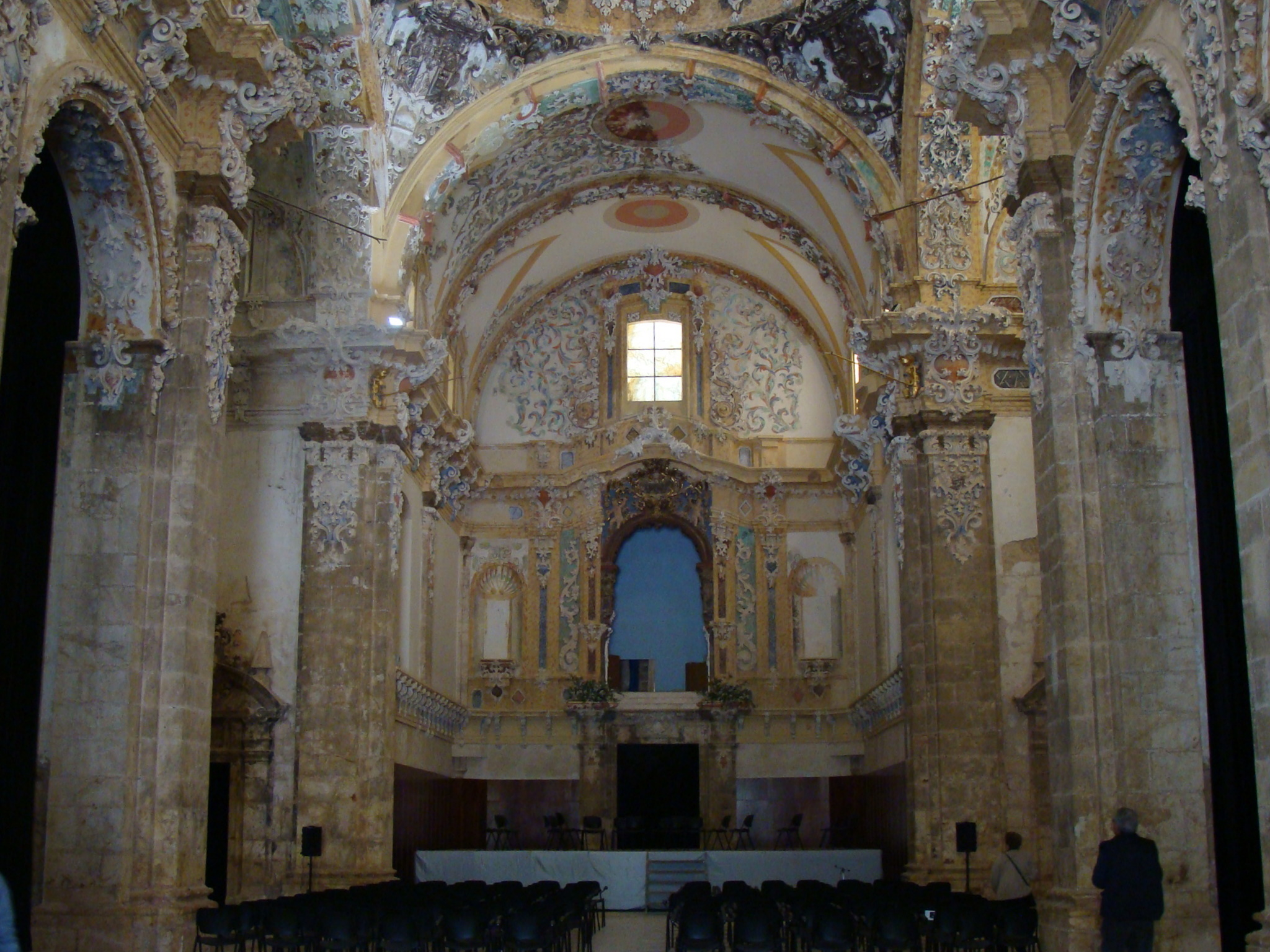
Imagen del templo del monasterio cisterciense de Santa María, en restauración (enero de 2008)

- Monasterio de Santa María de la Valldigna: El monumento más emblemático del municipio es el Monasterio de Santa María de Valldigna. Fue fundado el 1297 por Jaime II el Justo. Desde un principio fue uno de los monasterios más importantes de la orden del Císter, filial del Monasterio de Santes Creus en la provincia de Tarragona. Toda la Valldigna era propiedad de esta comunidad monacal por orden real. El monasterio fue habitado por monjes hasta el 1835, cuando una revuelta popular en la Valldigna después de la desamortización de Mendizábal obligó a los monJes a abandonar el monasterio. La mayor parte de sus bienes fueron destruidos o expoliados. Por suerte, después de décadas de abandono, actualmente el Monasterio de Santa María de Valldigna es, según el artículo 57 del Estatuto de Autonomía valenciano, "templo espiritual, histórico y cultural del antiguo Reino de Valencia, y es, igualmente, símbolo de la grandeza del Pueblo Valenciano reconocido como Nacionalidad Histórica". En el mismo artículo se dice que "la Generalitat recuperará, restaurará y conservará el monasterio (...) una ley de Les Corts determinará el destino y utilización del monasterio como punto de encuentro de todos los valencianos y como centro de investigación y estudio para recuperar la historia de la Comunitat Valenciana".[5]

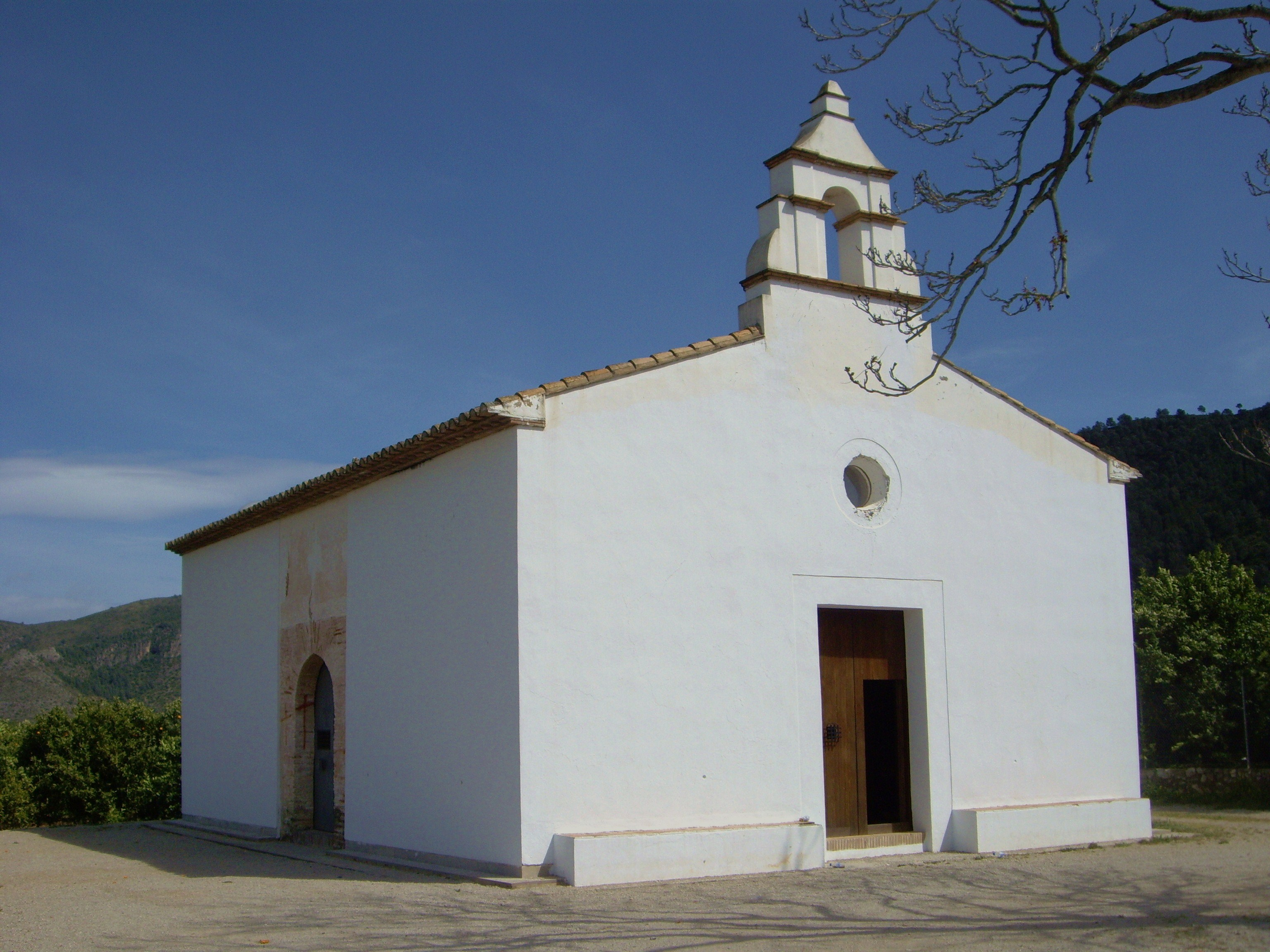
Primitiva mezquita de la Xara o ermita de Santa Ana.

Es una pequeña ermita en medio del campo. Se trata de la única edificación que se conserva del antiguo poblado de la Xara, abandonado en 1609 tras la expulsión de los moriscos, y representa una antigua mezquita de planta rectangular que en la parte que da al este tiene una puerta con un arco de herradura. Cuatro pilares dividen su interior en tres naves: a la izquierda de la puerta existe una escalera de caracol con una antigua función de minarete. La Quibla es el elemento más importante puesto que señala la dirección de La Meca y por lo tanto el lugar donde los musulmanes deben dirigir sus oraciones. En la actualidad se puede ver también el mihrab y dos puertas laterales en el muro de la Quibla. En el suroeste y al exterior de la mezquita, existe el antiguo pozo de las abluciones.
- Iglesia de San Miguel Arcángel. Es la actual iglesia parroquial de la población. De estilo barroco destaca la imagen de San Miguel Arcángel.
- Font Gran. Se encuentra en la plaza de su nombre, en el interior del casco urbano de la población. Es una fuente natural con una gran balsa de agua, a la cual empieza el paseo 9 de Octubre.
- Ruta de los Monasterios de Valencia. Simat de Valldigna se encuentra enclavado dentro del itinerario de esta ruta monumental inaugurada en 2008, que discurre por la localidad, visita ineludible de la cual, es su histórico Monasterio de Santa María de la Valldigna.

## Fiestas
- San Antonio Abad. El día 16 de enero, víspera de San Antonio, toda la población de Simat de Valldigna se concentra en la plaza del Ayuntamiento, donde se quema una gran hoguera, y después se traslada a casa de los festeros donde son obsequiados con buñuelos y vino. A continuación la fiesta continúa con una verbena que acaba de madrugada. A la mañana siguiente, día de San Antonio, tiene lugar una misa donde se bendicen los animales así como el pan y las cocas (típicas de San Antonio), que después los festeros repartirán por toda la población.
- Día de la Valldigna. En el mes de marzo, el día 15, toda la población de la Valldigna, es decir, de los pueblos de Bárig, Benifairó de la Valldigna, Simat de Valldigna y Tabernes de Valldigna, celebran la fundación del Monasterio en la que, entre otros actos, se hace una feria medieval y hay baile amenizado por una gran verbena.
- San Jaime y Santa Ana. Durante el mes de julio, los días 25 y 26 se celebran las festividades de San Jaime y Santa Ana.
- Fiestas patronales. La población celebra sus fiestas patronales (dedicadas a los santos Abdón y Senén -también conocidos como los Santos de la Piedra-, a la Virgen de Gracia y al Santísimo Cristo de la Fe) los días 4, 5 y 6 de agosto.
- 9 de octubre "día de la Comunidad Valenciana". Es tradicional hacer un concurso de paellas además de cercavila típica valenciana, con pasacalle de dulzainas incluido. A media tarde hay verbena y el ya tradicional correfuegos ("correfocs").